# Leo II
Leo II (również Leo B) – karłowata galaktyka sferoidalna znajdująca się w konstelacji Lwa w odległości około 750 tys. lat świetlnych od Ziemi. Galaktyka Leo II została odkryta w 1950 roku przez Roberta Harringtona i Alberta Wilsona w ramach programu Palomar Observatory Sky Survey. Leo II należy do Grupy Lokalnej i jest satelitą Drogi Mlecznej.